# Ludwig Adrian Sanders
Ludwig Adrian Sanders (Rotterdam, 31 augustus 1867 — Den Haag, 24 december 1956) was een Nederlands ondernemer.

## Leven en werk
Sanders was een zoon van Ludovicus (Ludwig) Adrianus Sanders en Johanna Carolina Junge. Hij huwde op 26 mei 1897 met Johanna Helene Roth. Zijn gelijknamige zoon Ludwig Adrian Sanders jr. werd ingenieur.
Sanders volgde een beroepsopleiding aan de Haagse ambachtsschool. Hij kreeg alleen een diploma voor het theoriegedeelte. Na het afronden van die school werkte hij onder andere bij de Pletterij Enthoven& Co. Na het vervullen van zijn militaire dienst trad hij in dienst bij de "Nieuwe Afrikaansche Handelsvennootschap". Voor dit bedrijf werkte hij enkele jaren in Kongo waar hij gebouwen en boten maakte. Terug in Nederland werd hij in 1893 aangesteld als  tekenaar-opzlchter bij de gemeente Den Haag. Hij werd in die periode door zijn chef bijgeschoold in mechanica. In 1895 ging hij werken als technisch ambtenaar bij de Amsterdamsche Fabriek van Cementijzerwerken. Hij specialiseerde zich in beton- en ijzerconstructies en schreef daar diverse verhandelingen over in De Ingenieur. Hij maakte promotie en werd bevorderd tot 'ingenieur'. Een van zijn werken was een voorloper van de Schollenbrug in Amsterdam. De artikelen werden soms overgenomen in het Duitse blad Beton und Eisen. Hij bemoeide zich in die tijd ook met het Zuiderzee-vraagstuk. Hij ontwikkelde in 1902 "een plan voor een afsluitdijk met een kern van elementen van gewapend beton". Een plan dat hij in 1907 publiceerde. In 1909 werd hij directeur van de door hem opgerichte N.V.Nederlandsche Beton-IJzerbouw. In 1913 werd hij benoemd tot eredoctor aan de Königlich Sächsische Technische Hochschule in Dresden. Samen met zijn in 1909 overleden broer Anton Johan ontwikkelde hij het zogenaamde gemetalliseerd beton waardoor kleureffecten verkregen werden. In Nederland werd dit voor de eerste keer toegepast in een door de architect Jan Gratama ontworpen tuinhuis op de Tweede Jaarbeurs in 1917 in Utrecht. In 1954 bemoeide hij zich nog met de afsluiting van de zeegaten van Westkapelle op Walcheren tot Rockanje op Voorne in het kader van de Deltawerken. Hij stelde voor een lange rechte dijk aan te leggen.